# Дежнёво (Еврейская автономная область)
Дежнёво — село в Ленинском районе Еврейской автономной области. Административный центр Дежнёвского сельского поселения.

## География
Село Дежнёво стоит на левом берегу реки Биджан, примерно в 7 км от её впадения в Амур.
Расстояние до Биробиджана 152 км, по автотрассе областного значения Биробиджан — Ленинское — Дежнёво.

## История
Село основано в 1858 (по другим данным — в 1862) году казаками-переселенцами из Забайкалья. Названо в честь Семёна Дежнёва.

## Население
| 1869 | 1879 | 1917 | 1922 | 1924 | 1992  | 2002  |
| ---- | ---- | ---- | ---- | ---- | ----- | ----- |
| 256  | ↘144 | ↗461 | ↘216 | ↗467 | ↗1400 | ↘1022 |
| 2010 |      |      |      |      |       |       |
| ↘966 |      |      |      |      |       |       |

| 1870 | 1881 | 1910 | 2002 | 2010 |
| ---- | ---- | ---- | ---- | ---- |
| 256  | 44   | 328  | 1022 | 966  |

## Инфраструктура
В селе имеются отделение связи, средняя школа, амбулатория, библиотека, детский сад и дом культуры. Основные предприятия — трансформаторная подстанция 110 кВ и фермерское хозяйство «Озёрное».